# The Lost City (film 2005)
The Lost City è un film del 2005 coprodotto, diretto ed interpretato da Andy García (autore anche della colonna sonora) e scritto dallo scrittore esule cubano Guillermo Cabrera Infante, ambientato nell'Avana di fine anni cinquanta, durante i turbolenti eventi della Rivoluzione cubana che abbatté la dittatura di Fulgencio Batista e portò all'instaurazione del regime comunista di Fidel Castro.

## Trama
Fico Fellove è il proprietario di El Tropico, un nightclub de L'Avana. Al potere c'è il dittatore Fulgencio Batista e i fratelli minori di Fico, Ricardo e Luis, si uniscono rispettivamente all'opposizione extraparlamentare comunista (il Movimento del 26 luglio fondato da Fidel Castro) e a quella democratica. Il padre, Federico, è invece un importante docente universitario e sostiene l'opposizione parlamentare.
Con lo scoppio della Rivoluzione cubana, che porta alla deposizione di Batista ad opera dei castristi, Fico si vede limitare sempre più la sua attività di gestore del locale, in quanto gli vietano di usare il sassofono e lo obbligano a suonare solo determinate melodie e canzoni. Ciò provoca in lui una sorta di rancore verso il movimento comunista cubano, al contrario della vedova del fratello Luis, Aurora, la quale invece sembra essere favorevole. Fico sarà poi costretto a chiudere il locale, a causa delle statalizzazione messa in atto dal regime comunista, e prenderà in seguito la decisione di lasciare definitivamente L'Avana, in quanto la considera una "Città Perduta" e illiberale. Emigra quindi negli Stati Uniti, a New York, dove trova lavoro come lavapiatti in un locale, anche se poi il gestore gli proporrà di rimettersi a suonare il pianoforte, sua grande passione. Riguardando i filmati della sua vita a Cuba, Fico si immagina di ritornare nella Cuba libera di un tempo, e di riascoltare la musica del suo locale: riuscirà ad aprire un locale a New York chiamato proprio El Tropico, facendo il tutto esaurito.

## Produzione
Il film è stato girato a Santo Domingo, nella Repubblica Dominicana.

## Distribuzione
In Italia il film è stato trasmesso in prima visione TV il 16 agosto 2025 sul circuito nazionale 7 Gold.

## Curiosità
Andy Garcia, regista, attore protagonista, produttore esecutivo e autore delle musiche, è nato a Cuba e, in seguito, ha vissuto negli USA come, alla fine del film, il personaggio che interpreta. Anche l'attore Tomas Milian è nato a Cuba.